# Mission d'aide à la médiation internationale pour les familles
Le bureau de l'entraide civile et commerciale internationale du ministère de la Justice, désigné comme autorité centrale chargée pour la France de la mise en œuvre des conventions internationales en matière de coopération judiciaire et familiale, offre également aux parents désireux de trouver une issue négociée à leur conflit, une aide à la médiation familiale internationale.
Il s'agit d'apporter aux parents une aide dans le but d'apaiser les conflits familiaux en traitant, par la médiation, certains problèmes transfrontaliers concernant les enfants et d'intervenir notamment en cas d'enlèvements transfrontières d'enfants par l'un des parents ou pour maintenir des liens au-delà des frontières entre les parents ou les grands-parents et les enfants.

## Création
Une mission d'aide à la médiation internationale pour les familles a été créée au sein de la Direction des Affaires civiles et du Sceau du Ministère de la Justice au mois d'avril 2001, puis a été rattachée au Bureau de l'entraide civile et commerciale internationale par arrêté du 2 avril 2007.

## Fonctionnement
L'aide à la médiation internationale peut être proposée soit en amont, soit parallèlement, soit postérieurement aux procédures judiciaires. 

### Objectifs
Elle a pour vocation d'apporter aux parents :
- une aide dans le but d'apaiser les conflits familiaux en traitant, par la médiation, les problèmes concernant les enfants des couples vivant dans deux États différents ;
- maintenir des liens transfrontaliers entre les grands-parents et leurs petits-enfants.

L'aide à la médiation familiale internationale permet aux parents d'établir entre eux des accords amiables de nature à assurer le maintien des relations personnelles des enfants avec leurs deux parents.

### Méthodes utilisées
- La médiation nécessite d'abord un travail de rapprochement des parents, par des négociations (directes ou par téléphone, courriels, télécopies) avec l'un puis l'autre parent, au besoin avec l'aide de leurs conseils.
- Le bureau de l'entraide civile et commerciale internationale s'appuie également à l'étranger sur les magistrats de liaison, les postes consulaires français et les autorités locales, qui apportent leur concours à la médiation initiée par l'autorité centrale française.
- Dans le cadre de cette médiation familiale internationale, ce bureau facilite ensuite, quand cela est possible, la rencontre des parents pour qu'à la faveur du dialogue, un climat plus apaisé permette l'émergence de solutions durables.
- Le bureau propose enfin une liste de médiateurs familiaux aptes à intervenir utilement dans les conflits familiaux internationaux, soit par leur bilinguisme, soit par leur appartenance à une double culture. Dans ce cas, le bureau encadre l'intervention de ces médiateurs externes et fait le lien entre les différentes parties à la médiation.

L'aide à la médiation familiale internationale est organisée dans un cadre légal : les accords conclus seront soumis, le cas échéant après approbation des conseils des parties, aux juridictions des pays concernés.